# کاروی دیتز
کاروی دیتز (مجاری: Dietz Károly; ۲۱ ژوئیهٔ ۱۸۸۵ – ۹ ژوئیهٔ ۱۹۶۹) بازیکن فوتبال اهل مجارستان بود.
وی همچنین مربی مجارستان در جام جهانی فوتبال ۱۹۳۸ بود.